# Walking Distance
Walking Distance este episodul 5 al serialului american de televiziune Zona crepusculară. A fost difuzat inițial pe 30 octombrie 1959. Episodul este considerat drept al nouălea cel mai bun episod din istoria serialului de către revista Time.

## Prezentare

### Introducere
| “ | Martin Sloan, în vârstă de 36 de ani. Ocupație: vicepreședinte într-o agenție de publicitate, responsabil cu domeniul mass-media. Aceasta nu este doar o călătorie de duminică pentru Martin Sloan. Nu știe în momentul de față că acesta este un exod. Că se află în căutarea propriului simț al realității. | ” |

### Intriga
În timp ce conduce prin țară în vara anului 1959, Martin Sloan, în vârstă de 36 de ani, director de publicitate din New York, se oprește la o benzinărie situată în apropiere de Homewood, orașul său natal, pentru o reparație. După ce intră în oraș, acesta observă că nimic nu s-a schimbat, totul fiind exact ca în perioada copilăriei sale. Vizitează farmacia și este uimit de faptul că sucurile cu înghețată⁠(d) costă tot 10 cenți.
Martin se deplasează în parcul orașului, unde este șocat când își întâlnește versiunea mai tânără, în timp ce-și cioplește numele pe unul dintre stâlpii X, exact așa cum își amintește că a făcut-o. Martin se apropie de el, însă băiatul se sperie și o ia la fugă. Îl urmărește până în fața casei, unde își întâlnește părinții; aceștia arată exact așa cum erau în copilăria sa, dar sunt speriați ee acesta și îl alungă. Îl vede pe vecinul de alături, un adolescent care lucrează la noul său roadster⁠(d); la scurt timp după, Martin conștientizează că este anul 1934.
| “ | Un individ poate cugeta numeroase gânduri și cutreiera numeroase trotuare între după-amiază și noapte. Și pentru un individ ca Martin Sloan, pentru care amintirile au devenit brusc realitate, o soluție poate veni la fel de simplu și inexorabil precum stelele într-o noapte de vară. Martin Sloan a revenit în trecut. Și este hotărât să îl revendice. | ” |

Confuz și îngrijorat, Martin se plimbă prin oraș și ajunge din nou la casa natală, unde încearcă din nou să-și convingă părinții cu privire la identitatea sa, însă este pălmuit de propria mamă și respins.
Acesta se întoarce în parc și îl găsește pe tânărul Martin pe un carusel. Încercările de a comunica cu acesta îl sperie din nou pe băiat, care, încercând să fugă, se prăbușește și își rănește piciorul. Simultan, adultul Martin simte o durere puternică în propriul picior. Caruselul este oprit, iar Martin încearcă să-i spună Eului său mai tânăr să-și trăiască copilăria.
După ce tânărul Martin este ajutat de cei din jur, adultul Martin rămâne demoralizat lângă carusel, unde i se alătura tatăl său, care îi spune că versiunea sa mai tânără va fi bine, dar va șchiopăta de acum încolo. Acesta este uimit de faptul că Martin deține bani cu date din viitor și permisul său de conducere are data de expirare 1960, dar în același timp este convins de povestea sa. Tatăl său îi spune că fiecare are timpul lui și că în loc să privească spre trecut, ar trebui să privească spre viitor; indiferent de cât de încântătoare și satisfăcătoare ar fi copilăria, maturitatea are propriile bucurii și recompense.
Când Martin intră din nou în farmacie, se trezește în 1959, unde sucurile cu înghețată costă acum 35 de cenți. Acesta descoperă că șchiopătează din cauza rănii produse de accidentul de pe carusel. Se întoarce la benzinărie și pleacă mai departe mulțumit că este din nou adult.